# 如法寺 (大洲市)
如法寺（にょほうじ）は、愛媛県大洲市にある臨済宗妙心寺派の寺院。山号は冨士山。本尊は釈迦如来。

## 概要
この寺は、1669年（寛文9年）大洲藩主加藤泰興の開基、盤珪永琢の開山により創建され、以後大洲藩主の菩提寺となった。江戸時代には多くの末寺を有していた。
播磨の龍門寺・江戸の光林寺と並ぶ盤珪の三大道場の一つである。
1992年（平成4年）に仏殿が国の重要文化財に指定されたが、その間屋根の傷みが激しく、屋根瓦は崩壊寸前のままだったが、2010年（平成22年）11月から国の補助活用のため修理工事を行い、2014年12月に完成した。
2016年（平成28年）に大洲市発行が「大洲黎明の禅寺 如法寺」を出版した。
2018年、奈良国立博物館によれば、所蔵されている毘沙門天立像が8世紀第3四半期頃に造られた木心乾漆造であったことが判明し、現在同館に寄託されている。

## 伽藍[7]
境内敷地面積は3000坪余りで、総建坪は312坪。不生池は、江戸時代中期に作成。
- 仏殿
- 大方丈（本堂）- 2度の火災に焼失、寛政3年（1791年）に再建[10]。
- 経蔵 - 約3,000冊の経典を収蔵[11]。
- 地蔵堂
- 山門
- 奥旨軒（おうしけん）- いわゆる開山堂
- 観音堂
- 庫裏

## 行事[12]
- 1月7日 - 大般若祈祷会
- 8月8日 - 盂蘭盆会（うらぼんえ、施餓鬼会）
- 9月3日 - 開山忌
- 12月16日 - 月窓忌
- 12月31日 - 除夜会

## 文化財

### 重要文化財
- 仏殿 - 入母屋造本瓦葺きの禅宗様仏堂。寛文10年（1670年）の建立。堂内左右の壁際には単（畳敷きの坐禅用の場）と函櫃（かんき、物入れ）があり、禅堂と仏堂を兼ね備えた建物である（平成4年8月10日指定）[13]。

### 愛媛県指定有形文化財
- 木造地蔵菩薩立像 1躯（昭和37年3月23日指定） - 建治2年（1276年）大仏師法橋興慶作[14]

### 愛媛県指定天然記念物
- 如法寺の椿（昭和52年4月15日指定）[15]